# Trakeider
Trakeider er langstrakte stavformede celler. Cellelængden er ca. 5-10 gange større hos nåletræ end hos løvtræ og mere primitive, oftest med tilspidsede eller afrundede ender.
Nåletræ består af trakeider (over 90 %) og parenkymceller, mens løvtræ indeholder kar, taver, parenkym og trakeider.
Trakeider i nåletræ er fx få hundrededele millimeter tykke og få millimeter lange.